# 沙提难民营空袭
据巴勒斯坦媒体报道，2023年10月9日，在2023年以色列—哈马斯战争期间，以色列国防军对加沙地带的沙提难民营进行了空袭，空袭造成了数十名平民的死亡，同时摧毁了四座清真寺。10月12日，难民营再次遭受轰炸，又有13人丧生。